# Louisiana Purchase
Louisiana Purchase (Brasil: Sucedeu no Carnaval / Portugal: Todas Eram Belas) é um filme estadunidense de 1941 do gênero comédia musical, dirigido por Irving Cummings e estrelado por Bob Hope e Vera Zorina. Baseado no musical de Irving Berlin e Morrie Ryskind que ficou treze meses em cartaz na Broadway, satiriza a escandalosa cena política daquele estado norte-americano que estava nas manchetes da época.
A abertura mostra um coro feminino cantando, provavelmente pela primeira e última vez na história do cinema, uma letra que diz que os personagens são fictícios. Outra cena de impacto é aquela em que Hope, para provar sua inocência, passa horas no Congresso lendo livros enormes, até desmaiar.
O filme recebeu duas indicações para o Oscar nas categorias de Melhor Fotografia (em cores) e Melhor Direção de Arte/Decoração de Interiores (em cores).

## Sinopse
O estado da Louisiana está nas mãos dos corruptos Coronel Davis, Robert Davis Jr., Capitão Whitfield e Dean Manning. O Congresso envia o senador Oliver P. Loganberry para investigar e, para neutralizá-lo, os salafrários escalam o inocente deputado Jim Taylor, um afilhado político. Após tentativas fracassadas de demovê-lo da investigação, Jim consegue a ajuda de Madame Bordelaise e Marina Von Minden, esta uma bela austríaca, para arruinar a reputação do senador. Marina, porém, precisa de Loganberry para levar sua mãe para os Estados Unidos, e as coisas se complicam a ponto do senador acabar por desposar Madame Bordelaise. Jim, apaixonado por Marina e abandonado pelos companheiros, decide provar sua inocência e encena um verdadeiro show no parlamento.

## Elenco
| Ator/Atriz       | Personagem               |
| ---------------- | ------------------------ |
| Bob Hope         | Jim Taylor               |
| Vera Zorina      | Marina Von Minden        |
| Victor Moore     | Oliver P. Loganberry     |
| Irene Bordoni    | Madame Yvonne Bordelaise |
| Dona Drake       | Beatrice                 |
| Raymond Walburn  | Coronel Davis            |
| Frank Albertson  | Robert Davis Jr.         |
| Donald MacBride  | Capitão Pierre Whitfield |
| Andrew Tombes    | Albert Manning           |
| Phyllis Ruth     | Emmy Lou                 |
| Maxie Rosenbloom | A Sombra/Wilson          |

## Principais premiações
| Prêmio | Categoria                                                                              | Situação |
| ------ | -------------------------------------------------------------------------------------- | -------- |
| Oscar  | Melhor Fotografia (em cores) Melhor Direção de Arte/Decoração de Interiores (em cores) | Indicado |